# Genocid nad Armencima
Genocid nad Armencima (Medz yeghern, Veliki zločin) jest skupno ime za dva događaja u kojima su Turci na teritoriju Osmanskog carstva pobili i raselili velik broj Armenaca čime je na tom području nestao zapadni armenski jezik.
U isto vrijeme, na istom geografskom području, s jednakim metodama odvijao se i genocid nad Asircima. Oba genocida imali su za cilj osiguravanje kompaktnog turskog etničkog područja i sprječavanje da Rusija s područja Kavkaza iziđe na obale Mediterana, preko područja današnje istočne Turske koje su u to doba u velikom dijelu naseljavali kršćanski Armenci i Asirci.

## Prvi pokolj Armenaca
1890. je u Osmanskom Carstvu živjelo 2,5 milijuna Armenaca, od kojih su većina bili vjernici Armenske katoličke Crkve odnosno Armenske apostolske Crkve. Rusija je Armence podupirala u njihovim zahtjevima za autonomijom jer je željela oslabiti Osmansko Carstvo. Iako je autonomaški pokret brzo rastao, sultan Abdul Hamid II. je odlučio zadržati vlast nad tim područjem.
Otomanska je vlada potakla protuarmenske osjećaje kod Kurda, susjeda Armenaca, pa su Armenci zbog toga i zbog povišenja poreza podigli ustanak. Osmanska vojska i kurdske paravojne snage pobile su 1894. na tisuće Armenaca i spalile mnogo sela. Dvije godine kasnije su armenski revolucionari zauzeli Osmansku banku (tur. Osmanlı Bankası, odnosno Bank-ı Osmanî-i Şahane) u Carigradu da bi privukli pažnju međunarodne javnosti. Odredi muslimanskih Turaka zatim su pobili 50.000 Armenaca. Stupanj upletenosti otomanske vlade u te odrede nije dobro poznat i predmet je rasprave.

## Drugi pokolj Armenaca
Rusija i Turska su ušle u I. svjetski rat kao neprijatelji. Turci su Armence smatrali ruskom petom kolonom. U veljači 1915. svih 60.000 mobiliziranih armenskih vojnika zatvoreno je u radne logore i poslije ubijeno. Armence u blizini fronta (slična je sudbina zadesila i ljude daleko od crte bojišnice) potjerali su da pješače prema negostoljubivim pustinjskim krajevima Sirije i Mezopotamije, a 24. travnja su u Istanbulu i drugim velikim turskim gradovima uhićeni i pobijeni armenski intelektualci. 
Ukupno je tako izginulo oko milijun i pol ljudi, dok se preživjeli nakon rata nisu mogli vratiti kući, pa su se iselili u ruski dio Armenije ili Zapadnu Europu, Sjevernu Ameriku i Australiju.
Te rane nisu posve zacijelile i još utječu na odnose između između Armenije i Turske. Armenija tvrdi da su ti događaji bili planirani i da ih se može nazvati samo genocidom. Taj je stav 1985. i 1986. zauzeo i UN, a godinu dana kasnije i Europski parlament. S druge strane, Turska i dalje tvrdi da to nije bio genocid i da su samo neki zapovjednici "otišli malo predaleko". Neke su armenske organizacije (npr. ASALA) u drugoj polovici 20. stoljeća terorističkim napadima neuspješno pokušale natjerati Tursku da promijeni stav. 
Jasno je da je međunarodna zajednica znala za te događaje, a nije reagirala drukčije (osim američkog veleposlanika) nego mlakim protestima veleposlanika.

## Spomen-park u Erevanu
Kad se 1965. obilježavala 50. godišnjica genocida, javila se zamisao o postavljanju spomenika, koji je po nacrtima arhitekata Kalašjana i Mkrtčjana dvije godine kasnije postavljen na brdu Cicernakaberd nad klancem rijeke Hrazdan. Obelisk visok 44 metra simbolizira preporod Armenaca, a 12 blokova postavljenih u krug predstavlja 12 izgubljenih pokrajina na području današnje Turske. Unutar tog kruga gori vječna vatra. Od spomenika vodi park sa zidom dugim 100 metara na kojem pišu imena krajeva za koje se zna da su se u njima vršili pokolji. Na kraju tog parka je 1995. otvoren mali muzej s osnovnim podatcima o događajima, kao i fotografijama njemačkih fotografa (turskih saveznika u 1. svjetskom ratu) i publikacija o genocidu na raznim jezicima. Pokraj muzeja je prostor gdje strani državnici sade spomen-drveće.

## Obilježavanje
Armenci svake godine obilježavaju dan genocida brojnim manifestacijama. Godinama pokušavaju navesti Tursku na priznavanje ovog događaja. Primjerice, za 90. obljetnicu 2005. godine, na Armenskim TV kanalima moglo se vidjeti kako su u glavnom gradu, Erevanu, stotine tisuća ljudi obišle spomenik te su oko vječne vatre postavili zid napravljen od cvijeća, slažući cvjetove, visok preko metar i dugačak možda stotinjak metara... Istovremeno, u Los Angelesu, gdje živi velik broj Armenaca, u kolonama su prosvjedovali uz transparente.[nedostaje izvor]
Britanski izvori govore o mogućih milijun žrtava, dok s druge strane, turski povjesničari govore o "nekoliko stotina tisuća" koji su stradali "u građanskom ratu u kojem je bilo žrtava na obje strane".[nedostaje izvor]
Ovaj dan 2005. obilježen je kolonama koje su na memorijalu postavljale cvijeće. 

## Genocid nad Armencima u javnosti
Genocid nad Armencima je u javnosti malo spominjan, posebice na Zapadu. Njega se tretira kao nejasan događaj koji se dogodio zbog nacionalne i vjerske nesnošljivosti u Osmanskom carstvu. To je pomalo naivno, jer se dobro zna da je sve zločine počinila izravno ili neizravno osmanska vojska u kojoj su mahom prevladavali Turci. Turci tvrde da je 1915. izbio građanski rat. 
Jedni od rijetkih turskih javnih osoba koje su proučavale genocid nad Armencima su Orhan Pamuk i Elif Şafak. 
Orhan Pamuk je proučavao genocid nad Armencima, zbog čega se turska vlada uznemirila i dala ga je uhititi. Po tome se najbolje vidi da je Turska još uvijek vojna država s nasilnim vojnim aparatom koji cenzurira sve oblike medija i javnog mišljenja. On je bio sproveden na državni sud, te je bio prislijen reći da se više neće time baviti. Zagonetno je i to zašto se odmah nakon suđenja, 2007.g. preselio u Pariz. 
Elif Şafak je napisla knjigu „Kopile Istanbula” (2005.), u kojoj je opisala jednu tursku obitelj iz Istanbula i jednu armensku obitelj iz Los Angelesa. U njoj je opisala isprepletenost tih dviju obitelji i ulogu Turaka u genocidu nad Armencima. 
Pokušaji nekih zemalja (Francuska, 2011.), da kažnjava javno nijekanje genocida nad Armencima završilo je prosvjedovanjem Turaka i paljenjem francuske i armenske zastave. Mnogi Turci tvrde da su oni bili žrtve razjarenih Turaka koji su ih htjeli ubiti u vlastitoj državi. U Turskoj se o Genocidu nikada ne govori.